# Dietlind Glüer
Dietlind Glüer (* 1937 in Osterode in Ostpreußen) war Mitbegründerin des Neuen Forums in Rostock.

## Leben
Dietlind Glüers Familie flüchtete nach dem Ende des Zweiten Weltkriegs nach Mecklenburg. Sie besuchte die Schule in Bützow sowie die Stadtschule in Rostock, in der sie 1956 ihr Abitur ablegte. Im Burckhardthaus schloss sie eine Ausbildung zur Gemeindehelferin bei der Evangelischen Kirche ab. Danach wurde sie in der Kinder- und Jugendarbeit bei evangelischen Gemeinden vorrangig Rostock, Güstrow und Schwerin eingesetzt. 1974 bis 1989 war sie Referentin für Familienarbeit in der Evangelisch-Lutherischen Landeskirche Mecklenburgs, anschließend bis zu ihrem Ruhestand Mitarbeiterin im Amt für Gemeindedienst. Nebenamtlich engagierte sie sich als Gemeindeberaterin und Supervisorin.
Dietlind Glüer baute zunächst die Evangelisch-Lutherische Kirche in der Rostocker Südstadt mit auf. 1989 war sie Mitbegründerin des „Neuen Forums“. Sie organisierte eine Gründungsveranstaltung in der Michaeliskirche, zu der unerwartet zahlreiche Interessierte strömten und sich der Diskussion zu einer politisch-wissenschaftlichen Alternative zum Sozialismus stellten. Zudem beteiligte sie sich an der Besetzung der Stasi-Zentrale in Rostock. Ab 1990 engagierte sich Glüer beim Bündnis 90 und konzentrierte sich dort auf die Vertretung Rostocker Interessen. Als „Mutter der Rostocker Demokratie“ wurde sie am 8. Oktober 1995 mit dem Bundesverdienstkreuz 1. Klasse ausgezeichnet. Am 5. September 2018 beschloss die Rostocker Bürgerschaft einstimmig, Dietlind Glüer die Ehrenbürgerschaft der Stadt Rostock zu verleihen. Sie ist die erste Frau, die diese Auszeichnung erhält.

## Veröffentlichungen
- Dietlind Glüer (Hrsg.): Das Burckhardthaus-Ost – erlebt und erinnert –. Lutherische Verlagsgesellschaft, Kiel 2018, ISBN 978-3-87503-214-7.